# The Secret of Association
| Críticas profissionais | Críticas profissionais |
| Avaliações da crítica  | Avaliações da crítica  |
| Fonte                  | Avaliação              |
| ---------------------- | ---------------------- |
| Allmusic               | [ 1 ]                  |

The Secret of Association é o segundo álbum de estúdio do cantor inglês de pop rock, Paul Young. Lançado em 1985 pela Columbia, alcançou o topo das paradas de álbuns no Reino Unido e o Top 20 nos Estados Unidos. O álbum gerou quatro singles de sucesso: "Everytime You Go Away" (número 1 nos Estados Unidos e número 4 no Reino Unido), "I'm Gonna Tear Your Playhouse Down" (número 9 no Reino Unido e número 13 nos Estados Unidos), "Everything Must Change" (número 9 no Reino Unido e número 56 nos Estados Unidos) e "Tomb of Memories" (número 16 no Reino Unido). O álbum foi certificado com dupla platina pela British Phonographic Industry (BPI) no Reino Unido, com seiscentos mil cópias vendidas, e disco de ouro nos Estados Unidos pela Recording Industry Association of America (RIAA).

## Faixas
Todas as músicas foram compostas por Paul Young e Ian Kewley, exceto as que estão informadas.
1. "Bite the Hand That Feeds" (Billy Livsey, Graham Lyle) 4:29
2. "Everytime You Go Away" (Daryl Hall) 4:24
3. "I'm Gonna Tear Your Playhouse Down" (Earl Randle) 5:06
4. "Standing on the Edge" (Andrew Barfield) 4:32
5. "Soldier's Things" (Tom Waits) 6:20
6. "Everything Must Change"  5:34
7. "Tomb of Memories" 5:42
8. "One Step Forward"  3:15
9. "Hot Fun"  3:52
10. "This Means Anything"  3:41
11. "I Was in Chains" (Gavin Sutherland) 4:26
12. "Man in the Iron Mask" (Billy Bragg) 3:13 (Não incluído na versão norte-americana.)